# Oberkommando der Marine
Das Oberkommando der Marine (OKM) war von 1859 bis 1871 und von 1889 bis 1899 die oberste Kommandobehörde der deutschen Seestreitkräfte. Von 1935 bis 1945 nach Umbenennung der Reichsmarine in Kriegsmarine lautete die Bezeichnung, unter Beibehaltung der Kurzform OKM, Oberkommando der Kriegsmarine.
Der Begriff Oberkommando der Marine kann verwechselt werden mit einem lokalen Marineoberkommando (MOKdo). Das OKM war aber eine einzige militärische Kommandobehörde, im Gegensatz zu den ab 1943 eingerichteten MOKdos als einer vielfach vorhandenen lokalen Kommandostelle, der weitere lokale Marinekommandos (MKdo) unterstellt waren.

## Königlich-Preußische Marine

### Geschichte
Mit der Errichtung einer Marineabteilung im Preußischen Kriegsministerium erhielt Prinz Adalbert 1854 den Oberbefehl über die schwimmenden Einheiten der preußischen Marine. Auf Kabinettsordre vom 14. März 1859 wurde das Oberkommando der Marine selbständig und – ebenso wie das Marineministerium – unmittelbar dem König unterstellt. Dem Chef des Oberkommandos unterstanden der Einsatz der Schiffe und aller Marinetruppenteile, die Marinestation der Ostsee und Marinestation der Nordsee, die Marineintendantur in Berlin und die Kieler Marineschule. Außerdem waren die Inspektion der Schiffe, die technischen Einrichtungen und die Personalangelegenheiten dem Aufgabenbereich des Oberkommandos zugewiesen. Die Zweiteilung der Spitzenorganisation war nicht klar nachvollziehbar, sie führte zu Unstimmigkeiten und wirkte sich nachteilig auf die Marineentwicklung aus.
Während Prinz Adalbert 1870 in der Armee am Frankreichfeldzug teilnahm, wurde das Oberkommando als „Abteilung für Kommandoangelegenheiten“ unter Kapitän zur See Karl Ferdinand Batsch dem Marineministerium angegliedert. 1871 wurde es zum Bestandteil der Kaiserlichen Admiralität.

### Chef des Oberkommandos der Marine
- Prinz Adalbert von Preußen – 15. März 1859 bis 15. Juni 1871

- Kapitän zur See Karl Ferdinand Batsch – 31. Juli 1870 bis 15. Juni 1871 (in Vertretung)

## Kaiserliche Marine

### Geschichte
Nach Auflösung der Kaiserlichen Admiralität am 1. April 1889 wurde das Oberkommando der Marine neben dem Reichsmarineamt und dem Amt des Generalinspekteurs der Marine als Nachfolgebehörde eingerichtet. Es wurde durch einen Kommandierenden Admiral geführt, der dem Kaiser direkt unterstellt war. Ausgestattet mit den gleichen Pflichten und Rechten wie ein Kommandierender General des Heeres hatte er zusätzlich die Obliegenheiten eines Generalstabschefs für die Marine zu erfüllen. Nach Anweisungen des Kaisers führte der Kommandierende Admiral den Oberbefehl über sämtliche Kommandobehörden und die Marineeinheiten zur See und an Land.
Als sich Kaiser Wilhelm II. entschloss, den Oberbefehl über die Marine selbst zu führen, wurde das Oberkommando der Marine durch Kabinettsordre vom 14. März 1899 aufgelöst. Das geschah vor allem auf Betreiben des Admirals von Tirpitz, der die Stellung des Reichsmarineamts gegenüber den anderen Spitzenbehörden stärken wollte. Ein Teil der Befugnisse ging auf die als Admiralstab selbständig gemachte bisherige Admiralstabsabteilung des Oberkommandos über.

### Kommandierender Admiral
- Vizeadmiral Max Freiherr von der Goltz – 1. April 1889 bis 8. März 1895

- Admiral Eduard von Knorr – 8. März 1895 bis 14. März 1899

## Kriegsmarine

### Geschichte
Auf der Grundlage des Gesetzes für den Aufbau der Wehrmacht vom 16. März 1935 wurde die Reichsmarine in Kriegsmarine umbenannt. Aus der vormaligen Marineleitung ging das neue Oberkommando der Kriegsmarine (OKM) hervor. Der Chef der Marineleitung erhielt die neue Bezeichnung Oberbefehlshaber der Kriegsmarine (OBdM).
Die Organisation des OKM änderte sich mehrfach. 1938 bestand das OKM aus dem Stab des Oberbefehlshabers und der Seekriegsleitung (SKL), an deren Spitze der Chef des Stabes SKL, ab 1944 Chef der SKL, stand. Außerdem waren dem OBdM mehrere Ämter direkt unterstellt. Die Bezeichnung der nachgeordneten Dienststellen wechselte während des Zweiten Weltkrieges. Es handelte sich um das Flottenkommando und um die Stationskommandos der Ostsee und der Nordsee. Außerdem gab es Marinegruppenkommandos, die 1939 aufgestellt und im Verlaufe des Krieges in Marineoberkommandos umbenannt wurden.

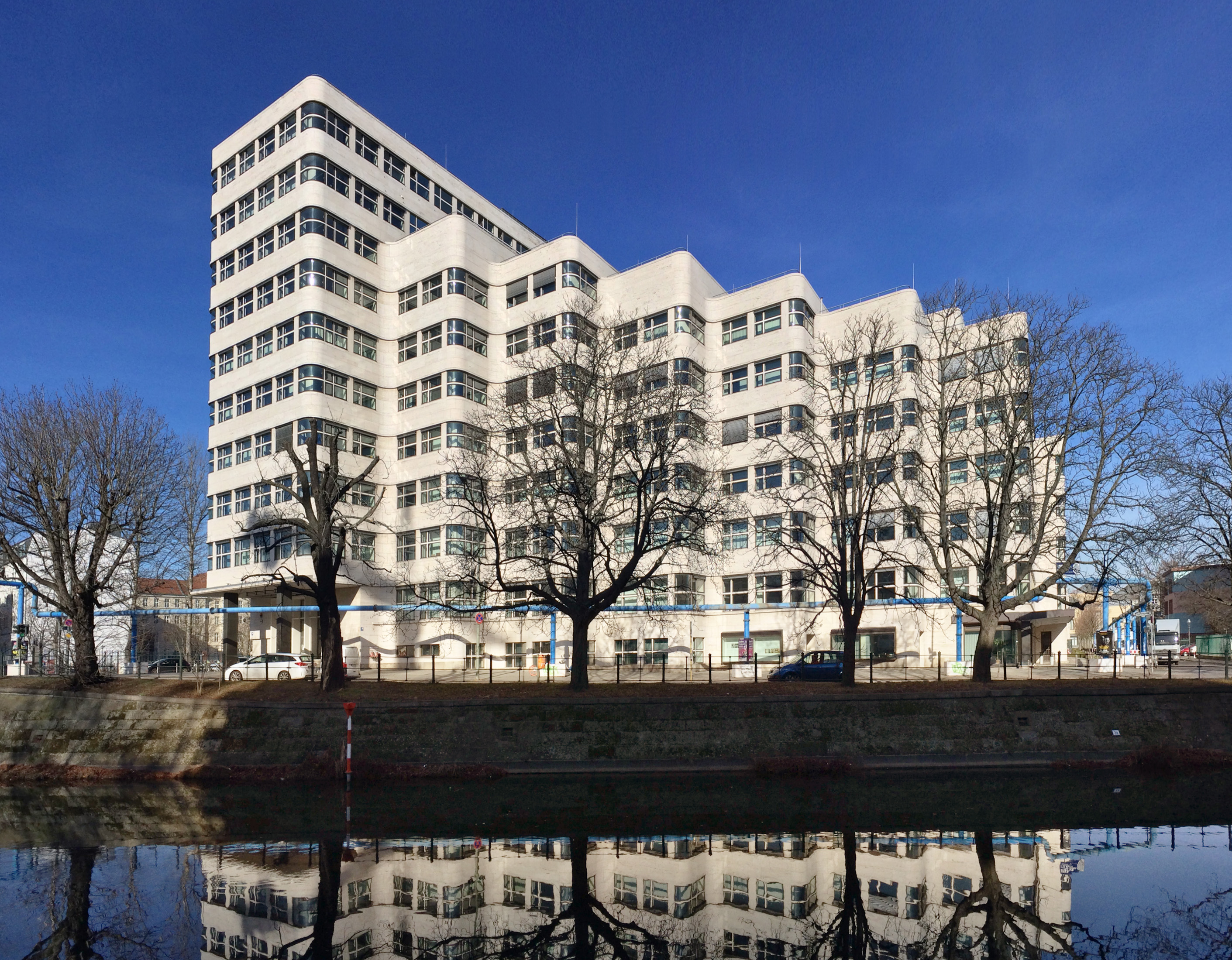
Das Shell-Haus in Berlin-Tiergarten war ab 1934 Sitz der Marineleitung.

Das OKM hatte seinen Sitz ab 1934 in Berlin-Tiergarten im Shell-Haus am Tirpitzufer (heute Reichpietschufer 60–62) unweit des Bendlerblocks. Wegen der Luftangriffe der Alliierten auf Berlin zog das OKM mehrfach um, zunächst nach Eberswalde, dann nach Bernau bei Berlin in das sogenannte Lager Koralle. Gegen Kriegsende verlegte das OKM nach Plön (Objekt Forelle) und später, nachdem britische Truppen nach Schleswig-Holstein vorrückten, in den Sonderbereich Mürwik.
Am Ende des Zweiten Weltkriegs blieb das OKM auf alliierte Weisung zunächst bestehen, um die Verwaltung der internierten deutschen Marinekräfte und ihre Entwaffnung sicherzustellen. Nach dem Suizid des OBdM Generaladmiral von Friedeburg vor seiner Festnahme durch alliierte Soldaten am 23. Mai 1945 in Mürwik setzten die Besatzungsmächte noch kurzzeitig Generaladmiral Walter Warzecha als Oberbefehlshaber ein, um die Entwaffnung der Kriegsmarine in geordneten Bahnen vollziehen zu können. Außerdem blieb das OKM verantwortlich für den Einsatz der deutschen Minenräumkräfte, die in den Deutschen Minenräumdienst übernommen wurden.

### Oberbefehlshaber der Kriegsmarine
- Großadmiral Erich Raeder – 1. Juni 1935 bis 30. Januar 1943
- Großadmiral Karl Dönitz – 30. Januar 1943 bis 30. April 1945
- Generaladmiral Hans-Georg von Friedeburg – 1. Mai bis 23. Mai 1945
- Generaladmiral Walter Warzecha – 23. Mai bis 22. Juli 1945

### Chefs des Stabes
- Konteradmiral Hermann Densch: von Januar 1936 bis September 1936
- Kapitän zur See/Konteradmiral Hermann Mootz: von Oktober 1936 bis Januar 1939
- Fregattenkapitän/Kapitän zur See/Konteradmiral Erich Schulte Mönting: von Januar 1939 bis Februar 1944
- Kapitän zur See Hans von Davidson: von Februar 1944 bis April 1945
- Kapitän zur See Heinrich Gerlach: Mai 1945

## Verweise